# 雀鹰
雀鹰（学名：Accipiter nisus）又名、鹞，为鹰科鹰属的鸟类，分布于欧亚大陆大部分地区和非洲北部。一般栖息于山林和开阔的林地。北雀鷹的模式产地在瑞典。

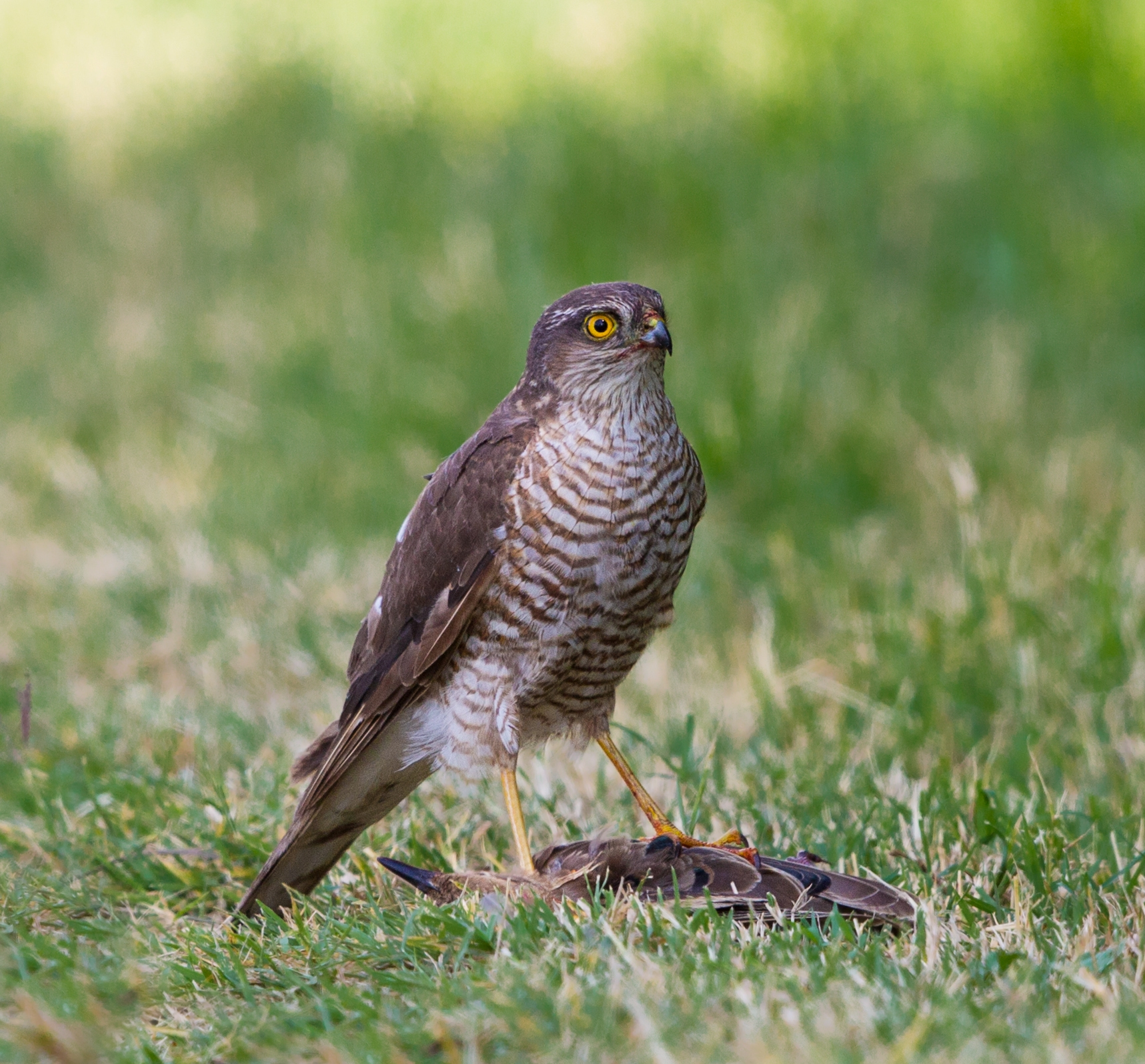
與獵到的歐洲椋鳥

 成年雄性北雀鷹的上半身呈藍灰色，下半身有橙色條紋；雌性和幼鳥則為上半身棕色，下半身帶有棕色條紋。雌性體型比雄性大25%——這是任何鳥類中性別體型差異最大之一。儘管它是專門捕捉森林鳥類的掠食者，北雀鷹可在任何棲地中發現，並經常在城鎮和城市中捕獵花園中的鳥類。雄性通常捕捉較小的鳥類，包括山雀、雀和麻雀；雌性則主要捕捉鶇和八哥，但也能殺死體重超過500 g（18 oz）的鳥類。
北雀鷹遍布舊大陸的溫帶和亞熱帶地區；北部地區的種群遷徙至南方過冬，而南部地區的種群則留在當地或進行分散的遷移。北雀鷹在任何類型的適宜森林中繁殖，其巢築於樹上的樹枝，寬達60 cm（24英寸）。雌鳥會產下四到五枚淡藍色帶棕色斑點的蛋；繁殖成功與否取決於雌鳥能否在雄鳥為其帶來食物的情況下保持高體重。雛鳥經過33天孵化，並在24到28天後離巢。
幼鳥在第一年存活的機率為34%，而成鳥的年存活率為69%。年輕雄性的死亡率高於雌性，典型壽命為四年。儘管這種鳥類現在是歐洲最常見的猛禽之一，但在第二次世界大戰後，物種數量曾經崩潰。當時，使用於播種前處理種子的有機氯 殺蟲劑積聚在鳥類體內，北雀鷹體內的濃度足以直接殺死一些個體，並使其他個體無法活動；受影響的鳥類產下的蛋殼脆弱，在孵化期間會破裂。然而，隨著這些化學物質的禁用，雀鷹的數量得以恢復，現在相對常見，被國際鳥盟列為無危物種。
北雀鷹的捕獵行為使其數百年來與人類發生衝突，尤其是賽鴿飼主和飼養家禽及野禽的人們。它還被指責導致雀形目鳥類數量下降。對賽鴿死亡原因的研究表明，北雀鷹只對不到1%的死亡負責。獵鷹自16世紀以來就開始利用北雀鷹；儘管這種鳥類因訓練困難而著稱，但也因其勇敢而受到讚揚。該物種出現在條頓神話中，並在威廉·莎士比亞、丁尼生和泰德·休斯等作家的作品中被提及。

## 分類學
在鷹科家族中，北雀鷹是大型鷹屬（Accipiter）的一員，該屬包含中小型森林鷹。舊大陸大部分屬中的成員被稱為雀鷹或鷹。該物種的名稱可以追溯到中古英語詞語sperhauk和古英語spearhafoc，意指捕獵麻雀的鷹。古諾斯語中對北雀鷹的稱呼為sparrhaukr，據說是維京人在英格蘭遇到鷹獵時所創造的名稱。北雀鷹的英國民間名稱包括blue hawk，指成年雄鳥的顏色，以及hedge hawk、spar hawk、spur hawk和stone falcon。
北雀鷹由卡爾·林奈在其1758年具有里程碑意義的《Systema Naturae》十版中首次描述為Falco nisus，但在1760年被法國動物學家馬蒂蘭·雅克·布里松移入現屬。現在的雙名法學名來源於拉丁語accipiter，意為“鷹”，和nisus，意為雀鷹。根據希臘神話，尼斯（Megara的國王）在其女兒絲拉公主剪下他的紫髮獻給她的情人（亦是尼斯的敵人）米諾斯後，變成了雀鷹。
北雀鷹與東非和南非的赤胸雀鷹及可能的馬達加斯加雀鷹形成超種。本種具地域變異，在分佈範圍的東部，鳥類體型更大，顏色更淺。內部的變異使其通常被劃分為六個亞種：
- A. n. nisus，即指名亞種，由林奈於1758年描述。[14]它在歐洲和西亞至西西伯利亞和伊朗繁殖；北部的種群在冬季遷徙至地中海、東北非、阿拉伯和巴基斯坦。
- A. n. nisosimilis 由塞繆爾·蒂克爾於1833年描述。[14]它在從中西伯利亞東至堪察加和日本的區域繁殖，並向南延伸至北中國。這一亞種完全遷徙，冬季從巴基斯坦和印度東部遷徙至東南亞和中國南部，再到韓國和日本；有些甚至到達非洲。在中国大陆，分布于新疆、内蒙古、黑龙江等地。该物种的模式产地在印度。[15]它與指名亞種非常相似，但略大一些。[16]
- A. n. melaschistos 由艾倫·奧克塔維安·休姆於1869年描述。[14]它在從阿富汗通過喜馬拉雅山脈和南西藏到中國西部的山脈中繁殖，並在冬季遷徙至南亞的平原。在中国大陆，分布于青海、四川、西藏等地。[17]比nisosimilis更大[12]，尾巴更長；[18]它的上半身為深石板色，下半身的紅色條紋更加明顯。[12]
- A. n. wolterstorffi 由奧托·克萊因施密特於1900年描述，常駐於撒丁島和科西嘉島。[14]它是所有亞種中最小的，[13]上半身顏色較暗，下半身的條紋比指名亞種更明顯。[19]
- A. n. granti 由理查德·鮑德勒·夏普於1890年描述，[14]侷限於馬德拉和加那利群島。它體型小而顏色深。[20]
- A. n. punicus 由卡洛·馮·埃爾蘭格於1897年描述，[14]常駐於撒哈拉以北的西北非洲。[21]它與nisus非常相似，[19]體型大而顏色淺。[20]

## 描述

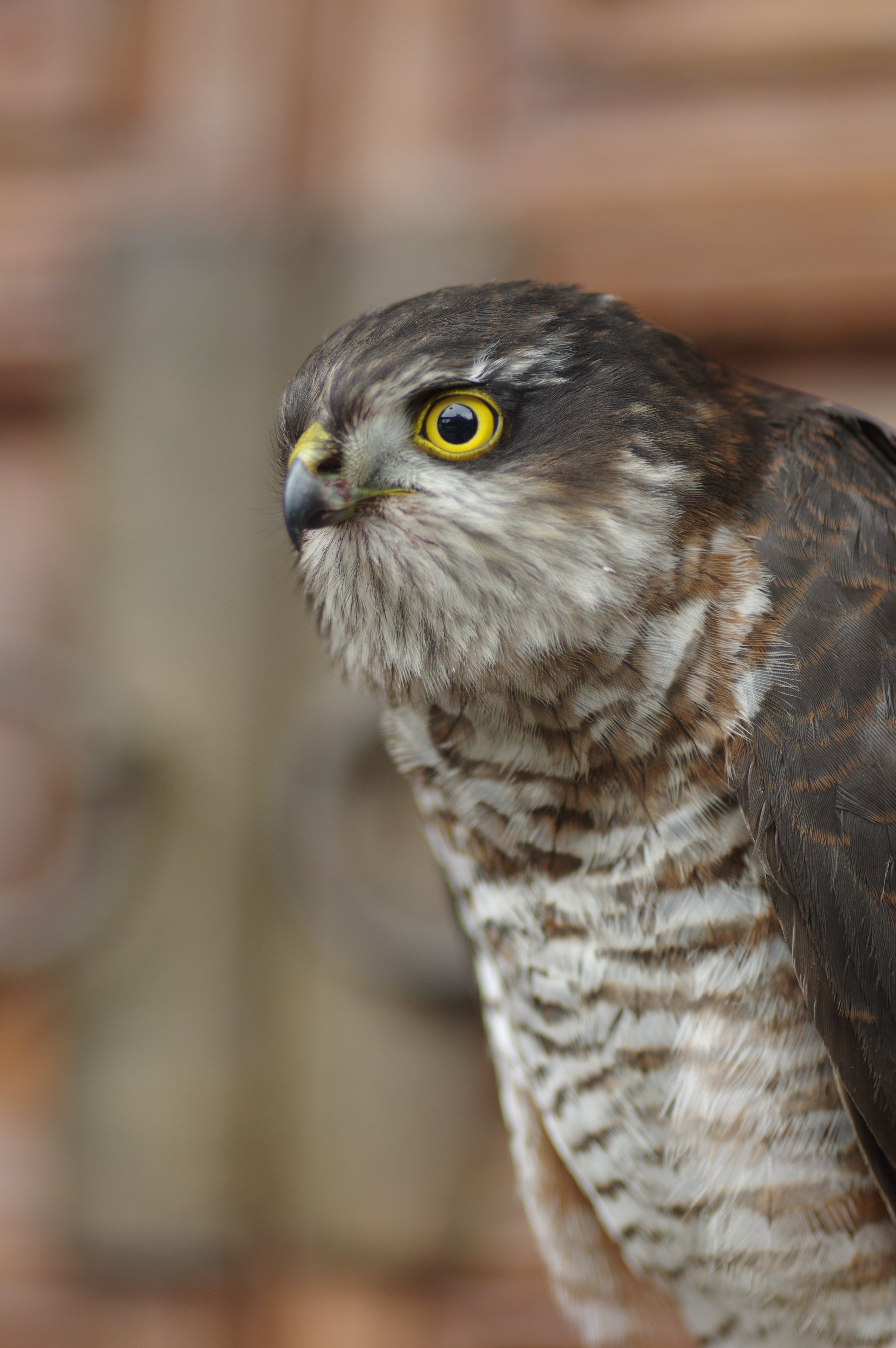

雌鸟长约45厘米；上体大部分为灰褐色，下体白色而缀有棕褐色横斑；雄鸟较小，上体为较深的灰色，下体的斑纹也较深较细。

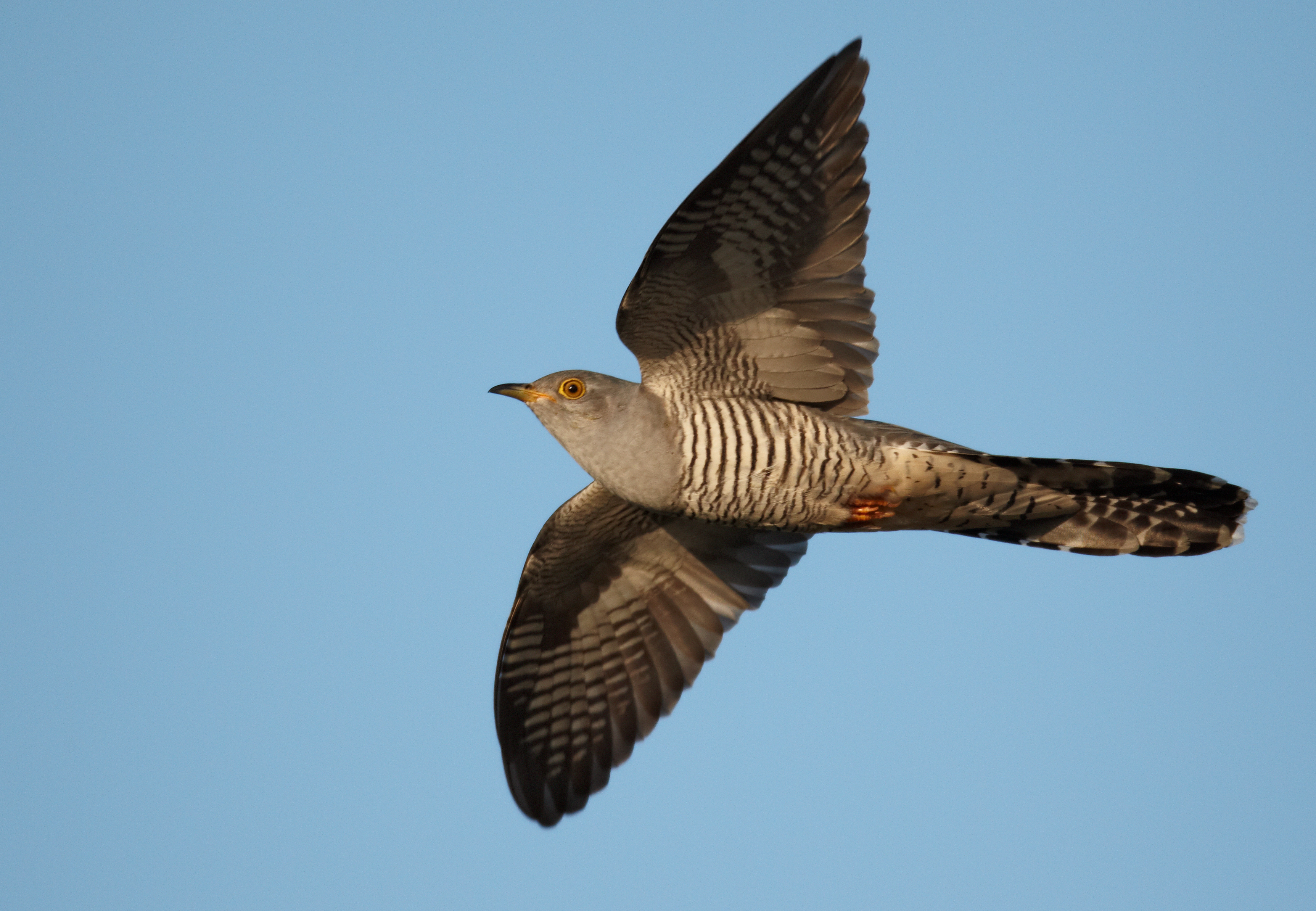
杜鵑與北雀鷹的相似圖案，有助於避免它寄生的小鳥的攻擊

北雀鷹是一種小型猛禽，擁有短而寬的翅膀和長尾巴，這些特徵是為了在樹林中靈活飛行而進化的。雌性比雄性大最多可達25%，體重可達兩倍。這種方向上的顯著體型差異在較高等的脊椎動物中並不常見，但在猛禽中很典型，且在以其他鳥類為獵物的猛禽中尤為明顯。
成年雄性長29—34 cm（11—13英寸），翼展為59—64 cm（23—25英寸），體重為110—196 g（3.9—6.9 oz）。他的上半身呈石板灰色（有時略帶藍色），下半身有細緻的紅色條紋，從遠處看可能顯得橙色；他的虹膜為橙黃色或橙紅色。雌性體型大得多，長度為35—41 cm（14—16英寸），翼展為67—80 cm（26—31英寸），體重為185—342 g（6.5—12.1 oz）。她的上半身為深棕色或灰褐色，下半身有棕色條紋，虹膜為亮黃色至橙色。幼鳥上半身呈暖棕色，上半身邊緣有銹色，下半身有粗糙的棕色條紋或斑點，眼睛為淡黃色；喉部有深色條紋，缺乏中線條紋。
北雀鷹的淺色下半身和較深的上半身是反影偽裝的例子，這有助於打破鳥類的輪廓。反蔭現象在捕獵鳥類和其他快速移動動物的猛禽中很常見。成年北雀鷹身上的水平條紋是典型的森林捕獵鳥類的特徵，成年雄鳥的藍色也是其他食鳥猛禽（如遊隼、灰背隼和其他鷹屬 （Accipiters））身上常見的顏色。
一項使用標本鳥類模型的研究發現，小鳥不太可能接近具有條紋下半身的大杜鵑（這是一種巢寄生者），像北雀鷹一樣具有條紋下半身的鳥類。研究發現，蘆葦鶯對看起來較不像雀鷹的杜鵑表現出更強的攻擊性，這意味著雀鷹的相似性（擬態）有助於杜鵑進入潛在宿主的巢中。
北雀鷹的小喙用於拔羽毛和撕裂獵物，而不是用來殺戮或切割。其長腿和腳趾是捕捉和食用鳥類的適應特徵。外側腳趾相當長且細；內側腳趾和後側腳趾相對短而粗壯。中間腳趾非常長，可用來抓握物體，腳趾下側的突出部分使其可以在合攏時不留縫隙，有助於抓握。
飛行的特點是連續的拍翅滑翔，滑翔時形成波浪形的飛行模式。該物種與東方雀鷹相似，但比褐耳鷹大（不過叫聲不同）；雄性僅比灰背隼稍大。由於體型重疊，雌性容易與體型相近的蒼鷹雄性混淆，但缺乏後者的魁梧體型。北雀鷹體型較小，身形更修長，翅膀較短，尾巴方形且末端平直，拍翅速度更快。在中國，易與之混淆的物種是松雀鷹，但A. n. melaschistos要大得多。
在英國，居住在更北部的北雀鷹比其南方同類體型更大，翼長（最可靠的體型指標）每往北一度，雄性平均增加0.86 mm（0.034英寸），雌性平均增加0.75 mm（0.030英寸）。

## 壽命與人口統計
已知最長壽的野生北雀鷹活了超過二十年；它是在丹麥被繫放後20年零3個月被發現死亡的。其典型壽命為四年。根據英國鳥類學信託的數據分析，幼鳥第一年生存率為34%；成鳥從一年到下一年的存活率為69%。第一年鳥類的體重比成鳥輕，且在達到獨立後的頭兩個月內特別輕。這段時間內可能會有很高的死亡率，尤其是年輕雄鳥。在蘇格蘭南部的一項研究表明，年輕雄鳥的更高死亡率可能是由於它們的體型較小，獵物體型較小，意味著它們“兩餐之間的間隔時間更短”。其體型也限制了其獵物的範圍。據估計，平均體重的雌性北雀鷹在不進食的情況下可以生存七天——比平均體重的雄性多三天。
對雌性北雀鷹的一項研究發現，“有力證據”表明其生存率在生命的前三年內增加，而在最後的五到六年內下降。這一下降是由於鳥類隨著年齡增長而出現的衰老現象。

## 分佈與棲地

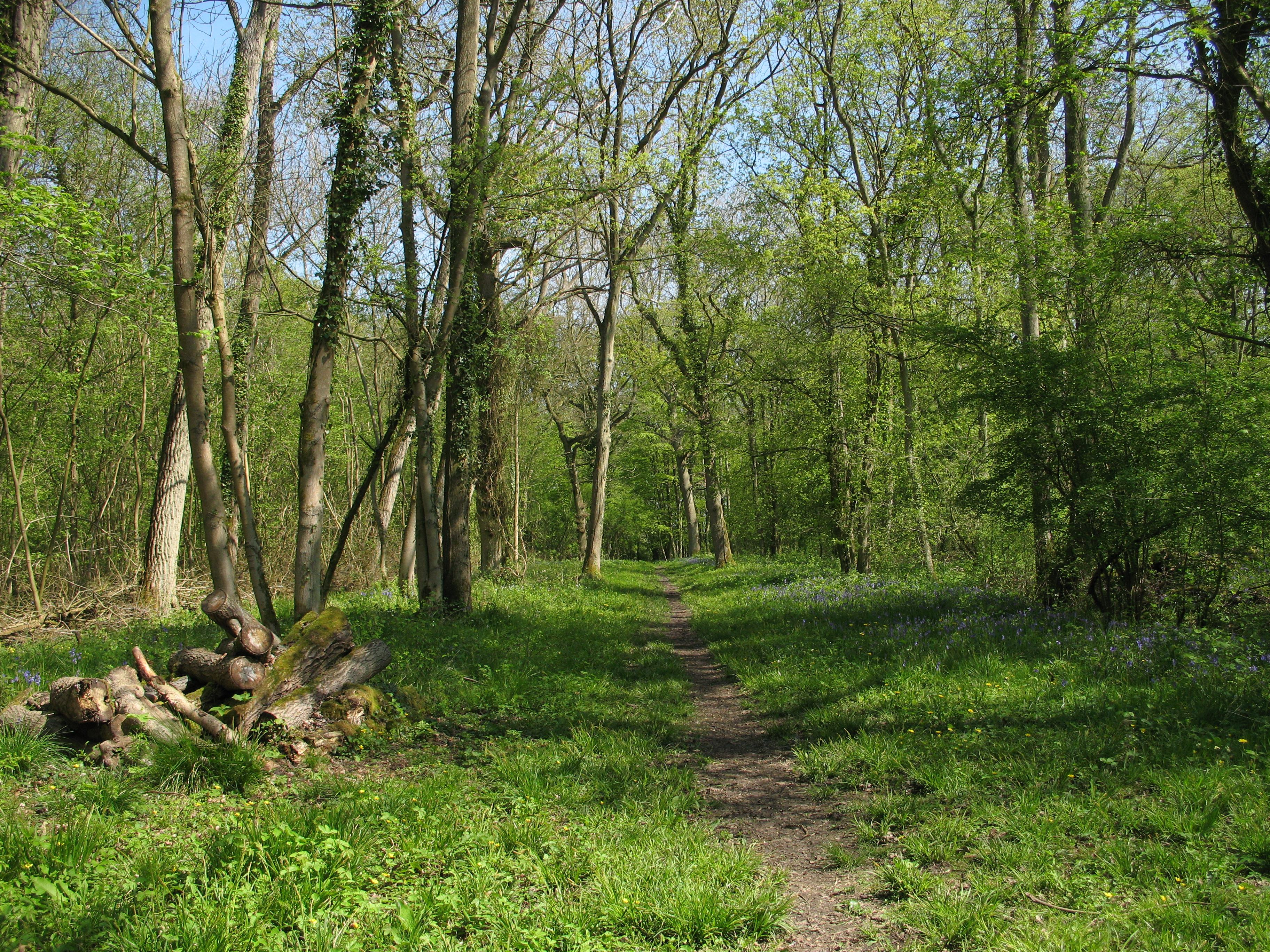
落葉林地是北雀鷹典型的繁殖和狩獵棲息地

北雀鷹是一種廣泛分佈於舊大陸溫帶和亞熱帶地區的物種，居住或繁殖範圍估計達到23,600,000 km2（9,100,000 sq mi），2009年全球估計有150萬隻。雖然全球數量趨勢尚未被分析，但數量似乎穩定，因此被IUCN列為無危。在馬德拉有100對雀鷹居住，加那利群島有200對的亞種granti，因棲地喪失、收集鳥蛋和非法狩獵而受到威脅，並被列入歐盟委員會《鳥類指令》的附件I。它是歐洲最常見的猛禽之一，與紅隼和歐亞鵟並列。挪威和阿爾巴尼亞的北雀鷹數量正在減少，在歐洲許多地區，北雀鷹仍然被射殺。然而，這種低程度的迫害並未對其種群造成嚴重影響。在英國，1970年至2005年間，北雀鷹數量增加了108%，但在1994-2006年間下降了1%。在愛爾蘭，它是最常見的猛禽，甚至在都柏林市中心附近繁殖，經常出現在公園和大型花園中。
此物種在其分佈範圍內的大多數林地類型中都很常見，也出現在有稀疏樹木的較開闊的地區。北雀鷹喜歡在林地邊緣狩獵，但遷徙的北雀鷹可以在任何棲地中見到。根據一項挪威研究，現代林業技術創造的中齡林地比例增加對Accipiter nisus有利。與體型較大的親戚蒼鷹不同，它們可以在花園和城市地區見到，甚至會在擁有一定密度高大樹木的城市公園中繁殖。
來自北歐和亞洲寒冷地區的北雀鷹會遷徙到南方過冬，有些遷徙到北非（有些甚至遠至赤道東非）和印度；南部種群的成員則是定居或分散的。幼鳥比成鳥更早開始遷徙，幼雌比幼雄更早移動。分析在德國黑爾戈蘭島收集的繫放標誌數據顯示，雄鳥比雌鳥移動得更遠且更頻繁；在俄羅斯加里寧格勒繫放的遷徙鳥中，回收前（當讀取腳環標誌並隨後報告鳥類下落時）雄鳥平均移動距離為1,328 km（825 mi），而雌鳥為927 km（576 mi）。
對蘇格蘭南部北雀鷹的研究發現，來自“高品級”領地的繫放鳥比來自“低品級”領地的鳥更容易被回收。這表明高級領地產生的幼鳥存活率較高。回收率也隨著地面海拔的增加而下降。離巢期過後，雌鳥的分散距離比雄鳥大。

## 飲食與捕食

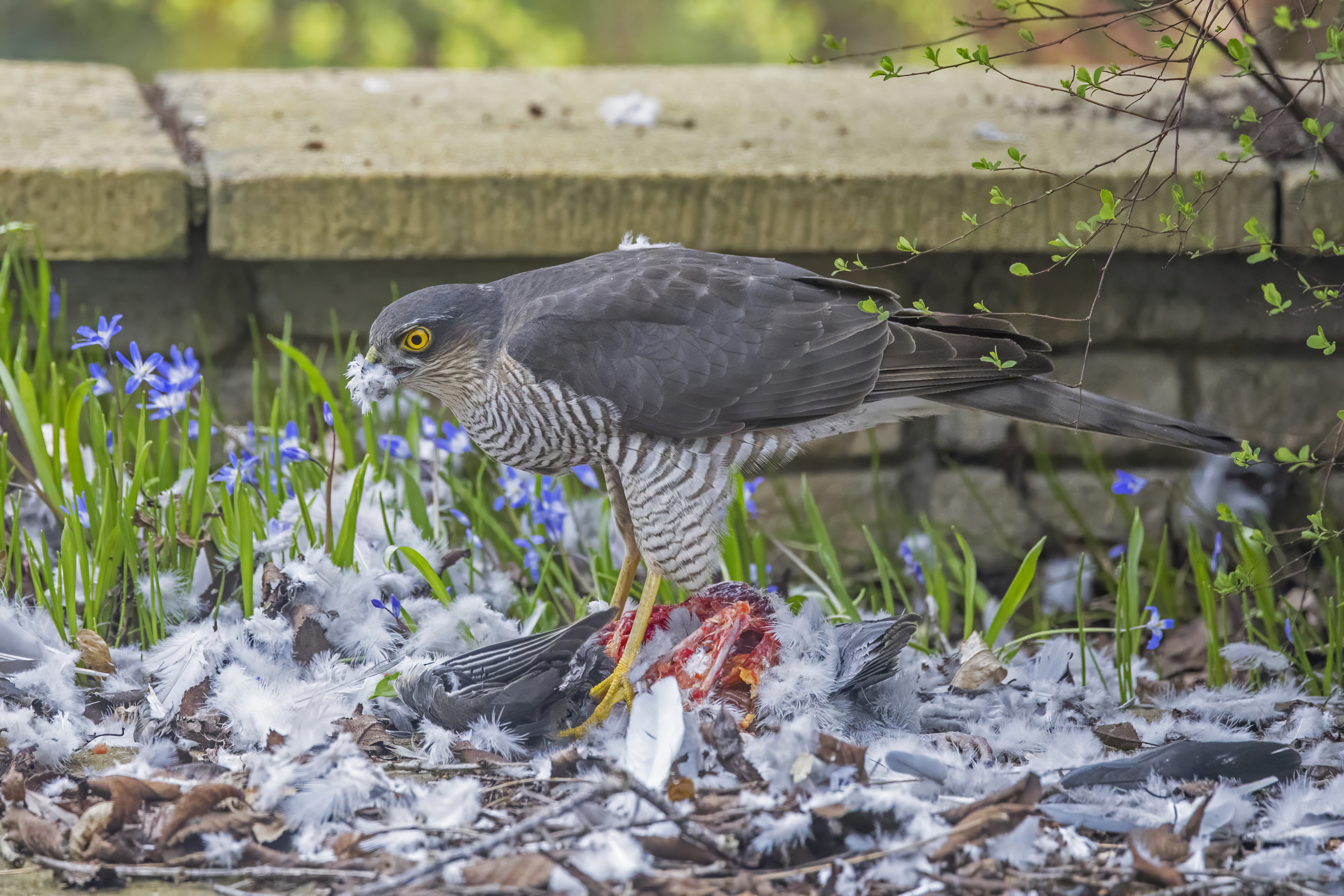
雄性成鳥在吃一隻鴿子

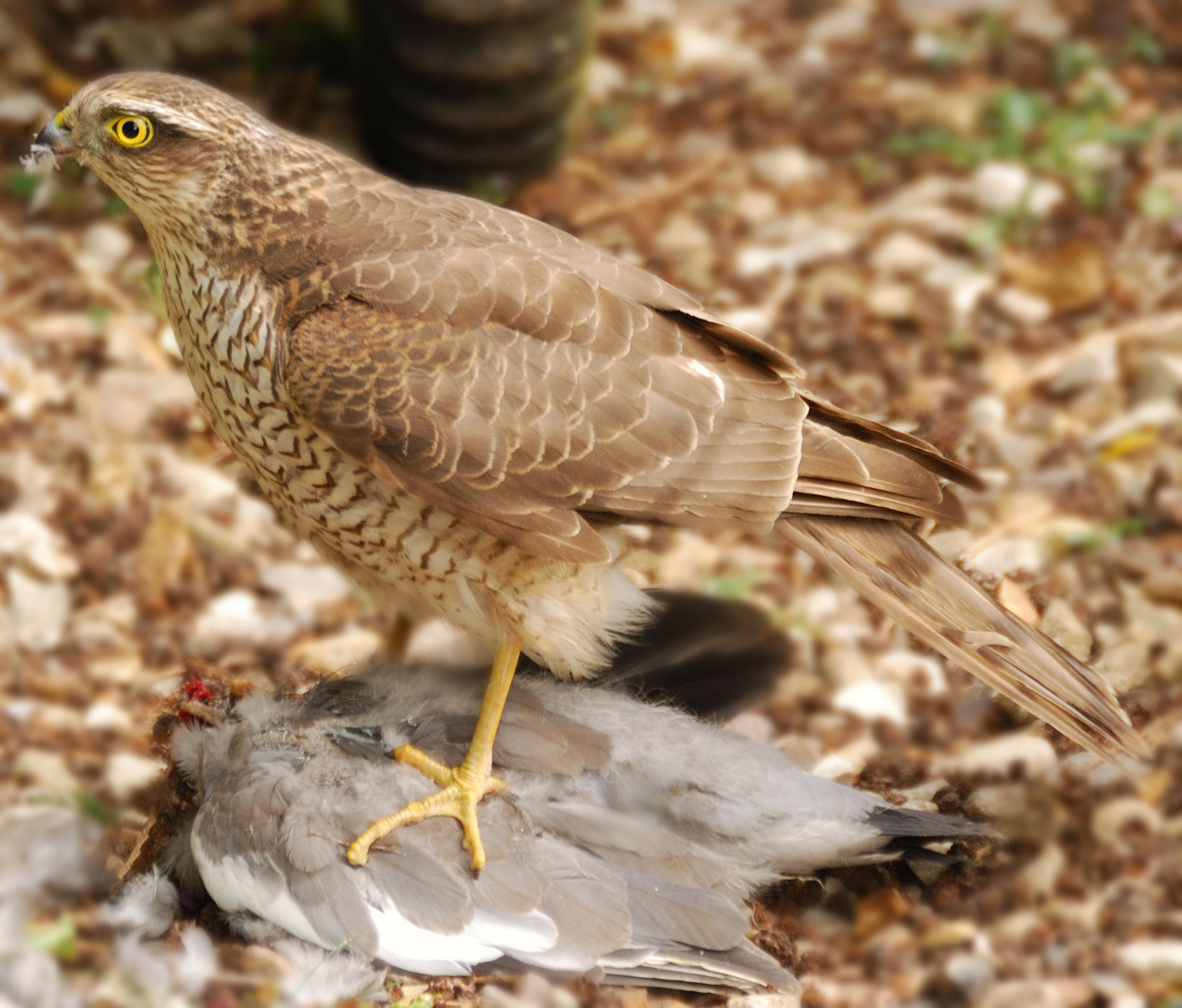
一隻亞成鳥捕獲一隻斑尾林鴿(Columba palumbus)

北雀鷹是小型森林鳥類的主要捕食者，雖然它的狩獵攻擊只有10%成功率。它透過突襲進行狩獵，利用樹籬、樹帶、小林地、果園及其他靠近森林地區的掩護；其棲地的選擇由這些需求決定。它也利用領域區中的花園，捕食那裡的獵物。
它會隱藏等待鳥類靠近，然後快速低飛突擊。隨後可能展開追逐，雀鷹甚至會翻轉身體從下方抓住獵物，或在植被中步行追捕。它可以從高空“俯衝”向獵物。伊恩·牛頓描述了北雀鷹的七種狩獵模式：
- 短暫停留後的棲息狩獵
- 高空滑翔和俯衝
- 貼地飛行
- 靜態狩獵
- 低空巡行
- 聽聲狩獵
- 徒步狩獵

雀鷹具有多種適應性，使其能夠低空飛行並在狹小空間中狩獵；這些包括其鈍形翅膀，使其能夠通過樹籬和籬笆間的狹窄空隙飛行，以及其長而方形的尾巴，這有助於它進行緊急轉彎，例如穿越密集樹林時所需的轉彎。
雄性北雀鷹經常獵殺重達40 g（1.4 oz）的鳥類，有時甚至能捕獵到重達120 g（4.2 oz）或更多的獵物；雌性則能應對重達500 g（18 oz）或更多的獵物。一項近期研究發現，雌性雀鷹的獵物平均重量是雄性獵物的兩倍半。估計成年雀鷹每天攝取的食物重量為雄性40—50 g（1.4—1.8 oz），雌性50—70 g（1.8—2.5 oz）。在一年內，一對北雀鷹可能捕獵2,200隻麻雀、600隻烏鶇或110隻斑尾林鴿。在空曠地區進食、遠離掩護或因行為或顏色顯眼的物種，更容易被北雀鷹捕捉。例如，大山雀和麻雀容易受到攻擊。北雀鷹可能導致某些物種中超過50%的死亡，但程度因地區而異。
雄性北雀鷹傾向於捕獵山雀、雀科、麻雀科和鵐科的鳥類；雌性則通常捕獵鶇科和椋鳥。已有超過120種鳥類被記錄為其獵物，且個別北雀鷹可能專門捕獵某些獵物。被捕獲的鳥類通常是成鳥或雛鳥，儘管有時也會吃窩中的雛鳥和腐肉。小型哺乳動物，如老鼠、蝙蝠、田鼠、松鼠、鼩鼱和幼年兔子，有時也會被捕獲，但昆蟲極少被食用。
小鳥通常在衝擊時被殺死，或在被北雀鷹的腳，尤其是兩個長爪擠壓時被殺死。較大的獵物（如鴿子和喜鵲）可能不會立即死亡，但會在拔毛和進食過程中死亡。掙扎的獵物會被雀鷹“揉捏”，它會用爪子擠壓並刺傷獵物。在處理會啄和拍翅的大型獵物時，雀鷹的長腿有助於控制獵物。它會站在獵物上方拔毛並將其撕開。羽毛通常先被拔除，胸肌通常是最先被吃掉的。骨頭會被留下，但可以用喙上的凹槽咬碎。像其他猛禽一樣，北雀鷹會產生包含獵物不可消化部分的食丸。這些食丸長度為25至35 mm（0.98至1.38英寸），寬度為10—18 mm（0.39—0.71英寸），一端圓而另一端較窄且尖。它們通常由小羽毛組成，因為較大的羽毛被拔下後不會被吃掉。
在狩獵過程中，這種物種每天可以飛行2—3 km（1.2—1.9 mi）。它們主要在樹冠層上方飛行來展示，翱翔於領地上方，並進行較長距離的飛行。一項在挪威森林區域的研究發現，雄性雀鷹的領域平均範圍為9.2 km2（3.6 sq mi），雌性為12.3 km2（4.7 sq mi），這比在英國的研究中發現的範圍更大，"可能是由於[挪威研究區域]土地生產力較低，相關獵物種群密度較低"。
一項研究考察了1990年一對北雀鷹開始繁殖後，該地區藍山雀種群的影響。研究發現，該區域內藍山雀成鳥的年存活率從0.485下降到0.376（鄰近區域的存活率沒有變化）。繁殖種群的大小沒有變化，但非繁殖藍山雀的數量減少了。在林地中，北雀鷹導致三分之一的大山雀幼鳥死亡；大山雀在群體圍攻掠食者和逃避附近雀鷹時發出的兩種警報聲音都在獵物和掠食者的最佳聽覺範圍內；然而，當遠處飛行的北雀鷹被看到時發出的高音警報聲"只能被山雀很好地聽到"。在薩塞克斯，灰山鶉種群密度最低時，北雀鷹捕食對灰山鶉的影響最大。蘇格蘭的一項十年研究顯示，北雀鷹在選擇赤足鷸作為捕食對象時，並不根據這些涉禽的體型或狀況進行挑選，這可能是由於雀鷹的突襲式狩獵技術所致。在英國，北雀鷹的種群增長與麻雀種群的下降同時發生。
另一項研究發現，當鳥類被北雀鷹或蒼鷹鎖定為獵物時，如果獵物感染了血液寄生蟲Leucocytozoon，其被捕食的風險會增加25倍；而感染禽瘧疾的鳥類則更有可能被殺死，增加16倍的風險。

### 捕食者
北雀鷹的天敵包括倉鴞、灰林鴞、蒼鷹、遊隼、金鵰、鵰鴞、赤狐、石貂和松貂。

## 繁殖

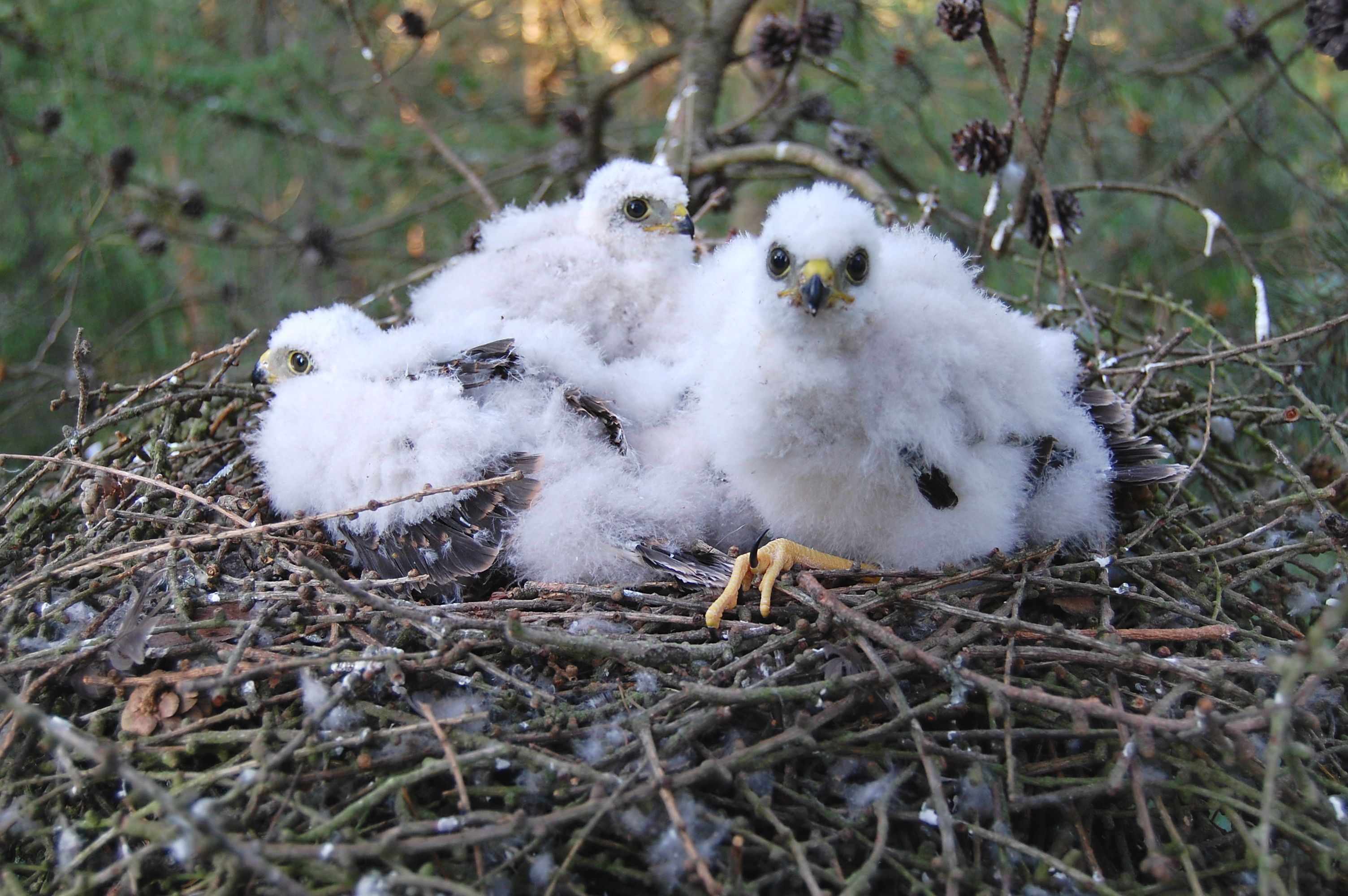
雛鳥會留在巢中直到 24 至 28 天大

北雀鷹在生長良好的廣闊林地中繁殖，通常是在針葉林或混合林地中，偏好具有適當密度以便選擇飛行路徑的森林結構。鳥巢可以位於樹杈中，通常靠近樹幹，或是在兩三根樹枝的交界處，也可能是在低層樹冠上的水平樹枝上，或是接近高大灌木的頂部。如果有針葉樹，它們會優先選擇。每年都會新建一個巢，通常靠近上一年的巢，有時會使用舊的林鴿巢（A. n. melaschistos經常使用舊的樹鵲巢）作為基礎；雄性負責大部分的工作。這種結構由鬆散的樹枝組成，樹枝長度可達60 cm（2.0英尺），平均直徑為60 cm（24英寸）。當蛋產下時，會在巢中鋪上細小的樹枝或樹皮屑。
在繁殖季節，成年的雄性北雀鷹在為即將產卵的雌性提供食物時，以及在幼鳥長大需要更多食物時，體重會略有下降。成年雌性的體重在5月時最高，這時正是產卵期，到了8月繁殖週期結束後體重最低。一項研究顯示，產卵數量及隨後的繁殖成功率取決於雌性在雄性供養期間維持的高體重。
性成熟年齡為1-3歲。大多數北雀鷹在同一領地上繁殖一季，但有些則能保留同一領地長達八年。更換配偶通常會引發領地的變更。年長的鳥類傾向於留在同一領地內；繁殖失敗則更有可能導致遷移。保留相同領地的鳥類巢成功率較高，雖然這個成功率在不同年份之間並未增加；改變領地的雌性在變更領地的第二年繁殖成功率較高。

### 蛋

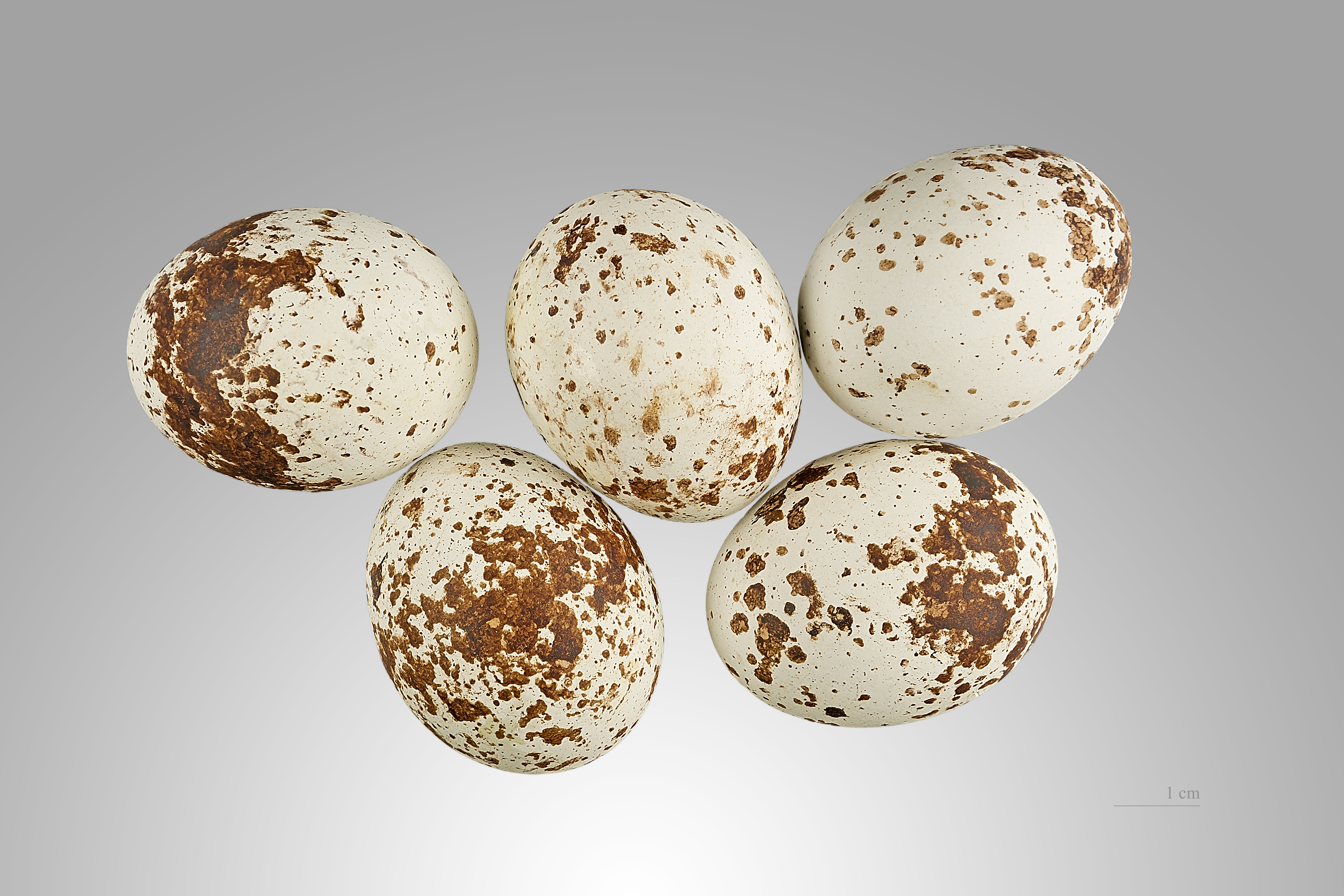
蛋的展示圖。收藏期間，雞蛋的底色從淺藍色變成白色

蛋呈淡藍色，帶有棕色斑點，每顆蛋的尺寸為35—46 mm（1.4—1.8英寸） x 28—35 mm（1.1—1.4英寸），重量約為22.5 g（0.79 oz），其中8%是健康蛋的蛋殼重量。通常會產下四到五顆蛋。蛋通常在早上產下，且每顆蛋之間相隔2-3天。如果一窩蛋失去了，最多可以再產下兩顆蛋，但這些蛋的體積比之前的小。

### 幼鳥
孵化期33天，孵化的雛鳥是晚熟性的毛絨小鳥。孵化後的前8-14天，雌鳥負責照顧和餵養雛鳥，之後在惡劣天氣時也會繼續這樣做。雄鳥在第一週內每天提供多達六次的獵物，這一數字在第三週增至八次，在最後一週內達到每天10次，這時雌鳥也開始捕獵。
在孵化後24-28天內，幼鳥開始在巢附近的樹枝上棲息並進行首次飛行。它們的父母會繼續餵養它們28-30天，這段時間它們會留在巢附近成長並練習飛行。在這個階段，幼鳥非常吵鬧，它們對父母的呼喚聲經常能在相當遠的距離內聽到。當父母停止供養後，幼鳥便會四處遷徙。儘管獲得的食物量相同，雄性雛鳥（體型大約是雌性的二分之一）成熟得更快，似乎也更早準備好離巢。在艾森林（位於蘇格蘭西南部）的一項研究中發現，兩天以上的雛鳥有21%死亡，死因包括飢餓、潮濕天氣、捕食和被父母遺棄。寄生蟲Leucocytozoon toddi 可能會在巢中從父母傳染給雛鳥，這可能是因為多隻鳥類共用一個狹小的空間，從而促進了傳染的發生。

## 保护
- 中国国家重点保护动物等级：二级

## 與人類的關係

### 污染物

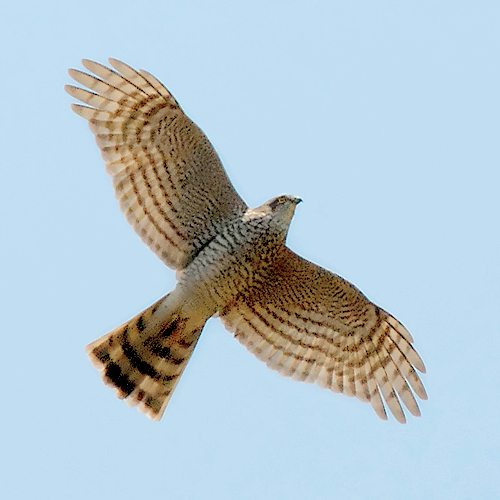
展翅飛行時，顯示出腹部和尾部的橫紋

20世紀下半葉，歐洲的北雀鷹數量大幅下降。這一衰退與1956年開始在農業中用作種子處理的環二烯類殺蟲劑（阿爾靈、狄氏劑和七氯）的引入同時發生。這些化學物質在以穀物為食的鳥類體內積累，對像北雀鷹和遊隼這樣的頂級捕食者產生了兩種影響：它們所產的蛋殼過薄，導致孵化期間破裂；同時鳥類也因為殺蟲劑的致命濃度而中毒。這些物質的次致死效應包括易怒、痙攣和迷失方向。在西德，1950年代之前約80%的巢穴能成功育出幼鳥，但在1960年代和70年代，這一比例僅為54%。
例如，在英國，這種物種幾乎在東安格利亞滅絕，那裡是這些化學物質使用最廣泛的地區；而在該國的西部和北部地區，因為未使用殺蟲劑，並未出現數量下降的情況。皇家鳥類保護協會購買了位於斯塔福德郡的庫姆斯谷皇家鳥類保護協會保護區，因為那裡是英格蘭中部唯一剩下的北雀鷹繁殖地點。
在英國，1975年秋播穀物種子的環二烯類處理劑被禁用，鳥類體內化學物質的含量開始下降。此後，北雀鷹的數量基本恢復到衰退前的水平，許多地區，特別是北歐地區，數量則有所增加。在瑞典，從1950年代開始，北雀鷹的數量也急劇下降，但在1970年代禁止使用有機氯化物後，數量再次回升。
在英國，到2000年時，孵蛋階段的失敗率已從17%下降到6%，並在1990年代達到高峰後趨於穩定。對荷蘭北雀鷹蛋的研究發現，儘管1970年代破損蛋的數量減少，表明化學物質的含量在下降，但滴滴伊（DDE）污染仍然持續到1980年代。DDE是滴滴涕分解後產生的一種“非常持久的化合物”。
作為英國政府聯合自然保護委員會進行的捕食鳥類監測計劃的一部分，北雀鷹的體組織樣本至今仍在分析中。儘管2005年死亡的北雀鷹的多氯聯苯（PCBs）肝臟濃度低於2004年死亡的鳥類，但在2000年至2005年間殘留物並未出現顯著或一致的下降。

### 與人類的衝突
北雀鷹為了捕食鳥類所做的適應性改變，導致了它與人類之間的衝突；19世紀時，它被形容為“小型哺乳動物和鳥類的頭號敵人，並且在繁殖季節時，經常對家禽場中的幼雛造成巨大破壞”，以及“對鷓鴣非常具破壞性”。T. B. Johnson在1851年為獵場看守撰寫文章時建議：“應該勤奮地尋找這種鳥的巢...並摧毀它們，儘可能先射殺成鳥。”

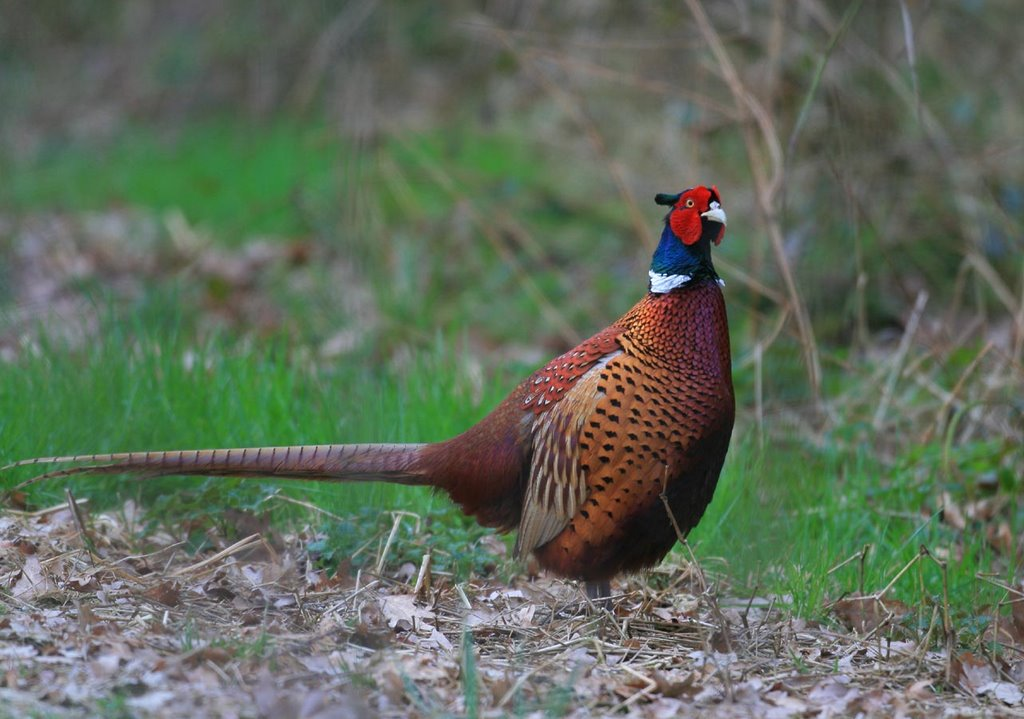
北雀鷹的自然狩獵行為可能與飼養環頸雉的獵場看守人發生衝突

1870年，有人寫道：“北雀鷹或許是狩獵擁護者的唯一真正敵人；但可能的話，如果它的好壞能同時得到公正的權衡，天平會傾向於北雀鷹，因為它最喜歡的獵物是斑尾林鴿，而這種鳥現在對農業的有害的程度正在增加。”18世紀英格蘭南部伯克郡奧爾德沃思的教區記錄顯示，在努力控制麻雀數量的同時，也懸賞了 106 個北雀鷹的頭。
這個物種在18世紀受到了歐洲地主和獵場看守的大規模迫害，但仍然能夠抵抗人們想要消滅它的嘗試。例如，在諾福克郡的桑德靈厄姆宮莊園，從1938年到1950年，總共有1,645隻‘鷹’被殺，其中在蘇格蘭凱瑟尼斯的Langwell和Sandside之間，從1919年到1926年，有1,115隻被捕殺。
這個物種能夠迅速補充損失的數量，因為有一大比例的不繁殖和無領土的鳥類能夠填補空缺的領地。為獵鳥保護的棲息地也適合這個物種及其獵物；獵場看守們更成功地消滅了北雀鷹的捕食者鷹鵰和松貂，這可能對雀鷹有利。當這種壓力減輕時，例如在第一次世界大戰和第二次世界大戰期間，北雀鷹的數量顯著增加。
在英國，有關掠食者對鳥類數量影響的研究一直是“一個有爭議的問題”，在“自然保護主義者和參與狩獵活動者的利益之間存在著明顯的衝突”。自1960年代以來，某些英國鳴禽數量的下降，恰逢農業實踐的巨大變化以及北雀鷹和歐亞喜鵲數量的大幅增加。當北雀鷹數量因有機氯的使用而減少時，鳴禽的數量並沒有顯著增加。在1949年至1979年的一項研究中，對位於薩里郡的布克漢姆公共保護區 16公頃橡樹林中繁殖的13種雀形目鳥類進行研究，發現當北雀鷹不存在於該林地時，這些鳥類的數量並沒有顯著增加。
許多研究，主要是短期研究，未能發現掠食鳥類如北雀鷹對鳴禽數量的影響。但對英國國家《共同鳥類普查》的長期、大規模數據分析表明，自1960年代以來，農田鳴禽數量的下降不太可能是由於北雀鷹和鵲的捕食增加所致。該研究結果表明，鳴禽數量年復一年的變化模式在不同地點是相同的，無論是否存在掠食者。另一項研究檢查了掠食者（包括北雀鷹和引入種灰松鼠）對英國雀形目鳥類數量的影響，發現“儘管有少數聯繫可能顯示掠食者和獵物物種之間存在顯著的負面影響，但對於所檢查的大多數鳴禽物種而言，沒有證據表明常見的鳥類掠食者或灰松鼠的增加與大規模數量下降有關。”
在英國，賽鴿鴿主多年來一直聲稱，北雀鷹和遊隼“造成了賽鴿的嚴重且不斷加劇的損失”，其中一些人呼籲應該殺死或移除這些在賽鴿鴿棚周圍活動的猛禽。
在蘇格蘭，一項於2004年發表的兩年研究由蘇格蘭自然遺產和蘇格蘭養鴿聯合會（SHU）資助，發現“沒有證據表明猛禽會對賽鴿在鴿棚或比賽期間造成重大損失。” 該報告指出，每年有56%的賽鴿損失，但被指責為“經常造成重大損失”的北雀鷹所獵食的比例不足1%，而至少有2%的賽鴿被遊隼捕獵。該研究由中央科學實驗室進行；研究人員與SHU成員合作，提供數據、在遊隼巢中發現的鴿子戒指和鴿子屍體的相關信息。
2009年1月至4月期間，蘇格蘭政府在格拉斯哥、愛丁堡、基爾馬諾克、斯特靈和鄧弗里斯附近的賽鴿鴿棚周圍進行了一次北雀鷹的試驗性遷移。這次試驗耗資£25,000，得到了代表全國3,500名鴿友的蘇格蘭養鴿聯合會的支持。該實驗原定於2008年初進行，但因為可能會影響到雀鷹的繁殖季節而推遲進行。這項實驗受到了政府自己的生態顧問Dr Ian Bainbridge、政府機構蘇格蘭自然遺產以及包括英國皇家鳥類保護協會和蘇格蘭防止虐待動物協會在內的組織的批評。
於2010年1月發布的研究結果顯示，僅從五個鴿棚區域移除了七隻北雀鷹。一隻雀鷹兩次返回鴿棚區域，而新的雀鷹開始拜訪另外兩個鴿棚。報告發現，“收集到的觀察數據的數量和質量使得無法得出任何確定的結論”，而政府表示“將不會進行進一步涉及猛禽捕捉或遷移的研究”，儘管SHU仍然“非常樂觀，認為有許可證的捕捉和遷移最終可能提供一些保護”。
北雀鷹是英國都市適應性強的物種，因此並未受到威脅，但最近的研究表明，牠們在狩獵時容易撞上建築物等人造結構。

### 鷹獵

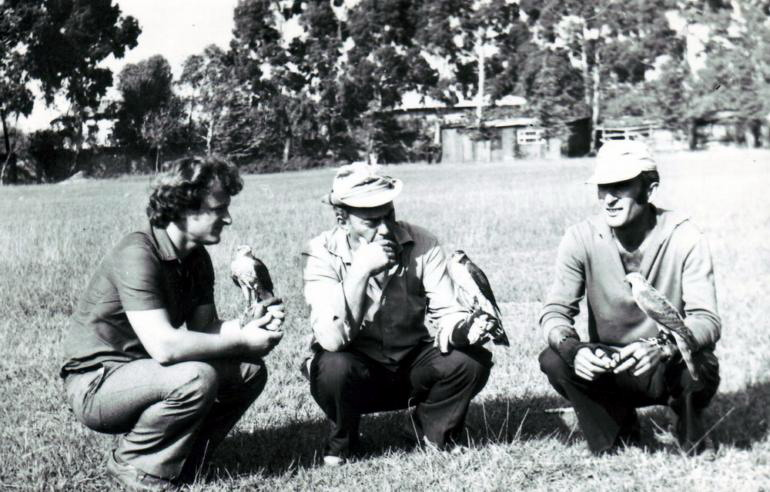
北雀鷹在 喬治亞 的 獵鷹者 中很受歡迎.

北雀鷹已經被鷹獵使用了數百年，並且受到蒙兀兒帝國的阿克巴大帝（1542–1605）的喜愛。在突尼西亞和喬治亞，有使用遷徙的北雀鷹來捕捉鵪鶉的傳統，在喬治亞，有500名註冊的bazieri（雀鷹獵手），在波季市還有一個紀念碑。北雀鷹在愛爾蘭也很受歡迎。在突尼西亞的卡本半島和土耳其，每年都有數千隻北雀鷹被鷹獵者捕獲並用於捕捉遷徙的鵪鶉。雖然它們過去在狩獵季節結束後會被釋放，但由於遷徙的稀缺性，現在許多被保留下來。
在17世紀的英格蘭，北雀鷹被牧師使用，反映了他們的低微地位；而在中世紀，因其體型小巧，成為貴族和皇室女士們的喜愛之物。鷹獵者對雄性北雀鷹的稱呼是“musket”，這個詞源自拉丁語musca，意為“蒼蠅”，經過古法語moschet轉變而來。
“對於一位承擔訓練雀鷹的鷹獵者來說，無疑是接手了最難訓練的鷹之一。” 雌性北雀鷹被認為對於新手來說是一個糟糕的選擇，即使對於經驗豐富的操作者來說，雄性也非常困難且挑剔。牠們曾被形容為“歇斯底里的小鷹”，但也被讚譽為勇敢，並提供“最高質量的狩獵體驗”。Philip Glasier將北雀鷹形容為“在許多方面優於使用較大的短翼鷹獵”的物種，並且“極難馴服”。它們最適合捕捉家八哥和烏鶇等小型獵物，但也能夠捕捉綠翅鴨、歐亞喜鵲、雉雞和鷓鴣。19世紀的一位作家評論說，這個物種是“捕獵秧雞的最佳獵鷹種類”，即現在所知的秧雞。在1735年，《獵人字典》提到：“…她在冬季和夏季都能派上用場，並且能夠飛向所有類型的獵物，甚至比獵鷹還多。如果一隻北雀鷹表現良好，她將能夠殺死喜鵲、紅嘴山鴉、松鴉、山鷸、鶇、烏鶇、田鶇，以及其他類似性質的鳥類。”

## 文化中的地位

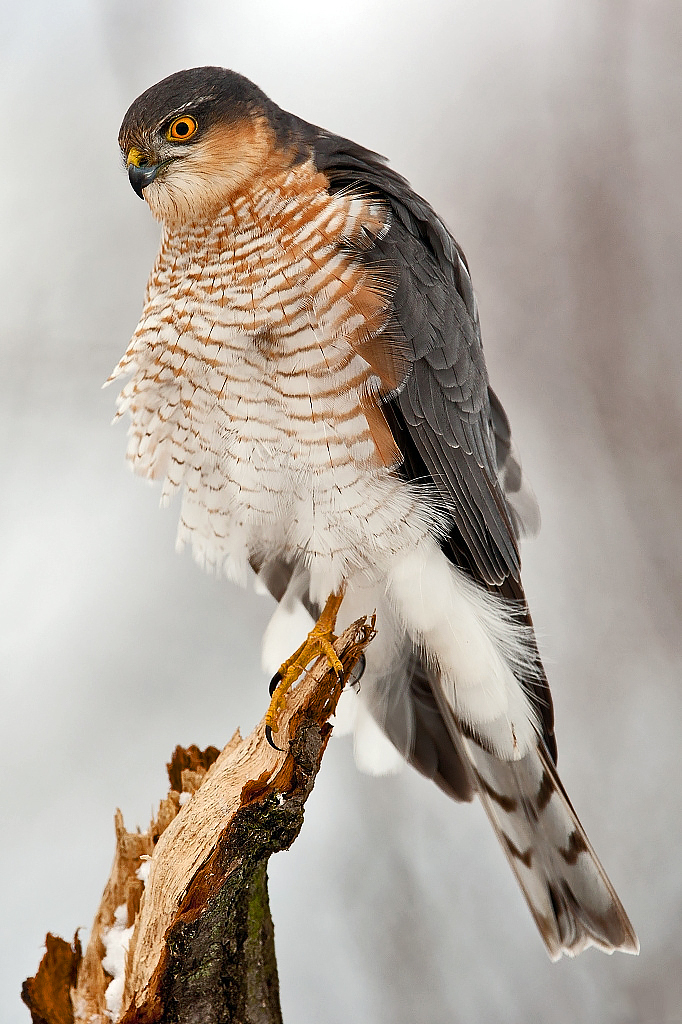
雄性成鳥, 攝於斯洛伐克

在斯拉夫神話中，雀鷹被稱為krahui或krahug，是古波希米亞歌曲中的神聖鳥類，棲息在眾神的樹林中。神聖的雀鷹棲息在從被謀殺者墳墓上長出的橡樹枝上，並“揭露邪惡行為”。南斯拉夫語對此鳥的稱呼kobac或skobec，源自原始斯拉夫語的kob（厄運），表明鳥占術通過其飛行來解讀預兆。它也出現在條頓神話中。在英格蘭的某些地區，人們曾相信杜鵑在冬天會變成北雀鷹。Sparhawk或Sparrowhawk這個姓氏在1066年諾曼征服英格蘭之前曾作為個人名字在英格蘭使用。
1695年，John Aubrey在他的Miscellanies:中寫道：
不久於查理二世去世前，一隻雀鷹從棲木上飛走，降落在白塔的鐵皇冠之一上，並纏繞其繩索在皇冠上，倒掛而死。這被認為是非常不祥的，事後證明的確如此。
火繩槍（musket或musquet）最初是一種弩，後來成為一種小型大炮，因其體型大小而以雄性北雀鷹命名。英國格洛斯特飛機公司將他們的火星系列飛機之一命名為雀鷹戰鬥機。
在威廉·莎士比亞的溫莎的風流婦人中，福德夫人以“怎麼樣，我的小musket”（意指一個充滿活力的年輕人）eyas musket來稱呼福斯塔夫的侍從Robin，（eyas是指鷹的雛鳥）。英國桂冠詩人泰德·休斯寫了一首題為《一隻雀鷹》的詩，詩中提到了這個物種。赫爾曼·黑塞在他的書Demian中提到過這種鳥，而在理查·法蘭西斯·波頓的一千零一夜中也提到過這種鳥。